# Ibrahim Niyas
Ibrāhīm Niass (1900–1975) (escrito Ibrahima Niasse en francés, Ibrayima Ñas en Wolof, "Shaykh al-'Islām al-Ḥājj Ibrāhīm ibn al-Ḥājj ʿAbd Allāh at-Tijānī al-Kawlakhī" en árabe) fue uno de los mayores líderes de la orden sufí Tiÿâniyya en África del Oeste. 
Sus seguidores, en la región de Senegambia, se refirieron a él con el término afectuoso de Baay, o Baye, que significa "padre" en Wolof. Es el fundador de la rama de la Tariqa Tijaniyya que se llama "Faydha Tijaniyya" en árabe, cuyos seguidores son llamados Taalibé Baay (discípulos de Baay).

## Su vida
Nació en 1900 en el pueblo de Tayba Ñaseen, entre la ciudad senegalesa de Kaolaj y la frontera de Gambia. Era hijo de Allaaji Abdulaay Ñas (1840–1922), el mayor representante de la orden Tijānī en la región del Sine-Saloum al principio del siglo XX. Durante su juventud, se trasladó con su padre a Kaolaj, donde establecieron la zāwiya (centro religioso) de Lewna Ñaseen. Después de la muerte de su padre, en Lewna Ñaseen en 1922, el hermano mayor de Shaykh Ibrāhīm, Muhammad al-Khalīfa, se convirtió en el sucesor o Khalīfa de su padre, mientras que Shaykh Ibrāhīm, con 22 años, pasaba la mayor parte de su tiempo en los campos y enseñando las ciencias religiosas a un número cada vez mayor de estudiantes en el cercano pueblo de Kóosi Mbittéyeen. A pesar de que Shaykh Ibrāhīm nunca pretendió ser el sucesor de su padre, no obstante, a causa de su carisma i de su amplísimo conocimiento, obtuvo un gran número de discípulos, de manera que surgieron algunas tensiones entre sus propios discípulos y los de su hermano mayor. En 1929, estando en Kóosi Mbittéyeen, el joven Shaykh Ibrāhīm anunció que se le había entregado el secreto del conocimiento de Dios (ma'rifa), de manera que cualquiera que quisiera conocer a Dios, debería seguirle. En 1930, después de la oración de ʿĪd al-Fiṭr (el final del mes de Ramadān), estalló una disputa entre sus discípulos y los de Muhammad al-Khalīfa. Entonces decidió marchar con sus discípulos a otro lugar.
Esa tarde, salió con un pequeño grupo constituido por sus más próximos discípulos, para buscar un nuevo lugar donde vivir. Al día siguiente, establecieron una nueva zāwiya en Medina Baay, un pueblo que fue ulteriormente incorporado a la ciudad de Kaolaj, debido a su expansión y crecimiento. Durante los años que siguieron, dividió su tiempo entre la agricultura y la enseñanza, repartiéndose ésta entre Kóosi Mbittéyeen en tiempo de lluvia y Medina Baay el resto del año. Durante el verano de 1945, se volvió a establecer en la casa de su padre en su ciudad natal de Tayba Ñaseen, reconstruyendo y reorganizando el pueblo después de que un fuego destruyera gran parte de este. Su fama se extendió rápidamente a través de todo el país, y finalmente la mayoría de los discípulos de su padre acabaron siendo sus discípulos, a pesar de su estatuo de hermano pequeño de la familia.
Mientras que sus discípulos siguen siendo una minoría entre los Tijānīs de Senegal, los discípulos de Ñas conforman fuera de Senegal la mayor rama de la Tariqa Tijāniyya del mundo entero. Durante los años 1930, se produjo un cambió imprevisible en los líderes de las tribus árabes de 'Idaw ʿAli de Mauritania, precisamente las mismas tribus que habían introducido la Tariqa Tijāniyya en el África Occidental. Estas tribus se convirtieron en discípulos de Baye, entre les cuales figuran nombres de gran prestigio como Shaykhāni, Muḥammad wuld an-Naḥwi, y Muḥammad al-Mishri. Luego, en los años 40, el Emir de Kano (Nigeria) se convirtió igualmente en discípulo de Baye, durante un peregrinaje a la Meca en 1937, consiguiendo Ñas el pacto de lealtad por parte de la mayoría de grandes líderes Tijānī del norte de Nigeria. Uno de sus amigos más íntimos era un Príncipe de Okene, el que fue nombrado entonces "High Commissioner" de Nigeria para el Reino Unido, Alhaji Abdulmalik. Shaykh Ibrahim se convirtió en el mayor líder religioso de las zonas Hausa de África Occidental, teniendo muchos más discípulos fuera de Senegal que dentro de su país.
En el año de su muerte en Londres, en 1975, Shaykh Ibrahim Ñas tenía, según el periódico egipcio "Ajir al-Sâ'a", 30 millones de discípulos en todo el mundo. Su rama de la Tijāniyya se ha vuelto la rama más seguida en todo el mundo. Después de su muerte, su comunidad fue dirigida por uno de sus discípulos más cercanos: Ali Siise (Cisse) y el hijo mayor de Baye, Alhaji Abdulahi Ibrahim Niass. El actual Khalīfa de Medina Baay es de todos sus hijos aún en vido, el más mayor, Ahmadu Ñas (conocido como “Daam”). La función de principal Imam de la Gran Mezquita de Medina Baay ha sido atribuida a la familia Cisse. Sirviendo como Imam de Medina Baay, Shaykh Hassan Cisse (hijo de Ali Cisse y nieto de Shaykh Ibrahim) llevó las enseñanzas de Shaykh Ibrahim hasta los Estados Unidos, y muchos otros países. Era considerado como uno de los mayores representantes de la Tariqa Tijaniyya en el mundo entero, hasta su muerte en agosto de 2008. Desde entonces, su hermano menor, Shaykh Tijānī Cisse ocupa la función de Imam de Medina Baay.